# Serie A 1947/1948
Soutěžní ročník Serie A 1947/1948 byl 46. ročník nejvyšší italské fotbalové ligy a 16. ročník pod názvem Serie A. Konal se od 14. září 1947 do 4. července 1948 a skončila vítězstvím Turína, který vyhrál již pátý titul, který byl čtvrtý po sobě.
Nejlepším střelcem se stal teprve 20letý italský fotbalista Giampiero Boniperti (Juventus), který vstřelil ve své druhé sezoně 27 branek.

## Události

### Před sezonou
Do 2. ligy sestoupili kluby Brescia a Benátky. Také mělo sestoupit Triestina. Jenže 7. července byl opět zařazen do ligy, protože se FIGC obávala že klub se rozhodne hrát Jugoslávskou fotbalovou ligu. A tak se liga hrála lichým počtem 21 klubů. Nováčci z 2. ligy byly Pro Patria, Lucchese a Salernitana.
Obhájci titulu z Turína se posílili o reprezentanta Mentiho (Fiorentina). Velký třesk byl v Juventusu. Odešli  čeští hráči Július Korostelev (Atalanta) a Čestmír Vycpálek (Palermo) a také reprezentanti Alfredo Foni (Chiasso) a Silvio Piola (Novara). Místo nich přišel slovenský fotbalista Ján Arpáš (Slovan) a po roce se vrátil Pietro Rava (Alessandria). Milán se posílil o mladíka Renzo Buriniho (Palmanova). Jeho městský rival Inter se posílil o Osvaldo Fattoriho (Sampdoria) a Benito Lorenziho (Empoli), ale kariéru ukončila legenda italského fotbalu Giuseppe Meazza, který se stal jejím trenérem. 
Další změny: Egisto Pandolfini (Fiorentina → S.P.A.L.), Giuseppe Moro (Treviso → Fiorentina), Leandro Remondini (Modena → Lazio), Sergio Bertoni (Brescia → Modena), Gyula Zsengellér (Újpest → Řím, Attilio Giovannini (Bolzano → Lucchese) a Bruno Chizzo (Janov → Bolzano).

### Během sezony
Do 18. kola to byl vyrovnaný ročník. Poté se do vedení dostal Milán, který se držel na 1. místě osm kol. Poté ztratil body a od 30. kola se dostal do vedení Turín. Nakonec sezonu dohrál o 16 bodů více než kluby na 2. místě (společně Milán,Juventus a Triestina) a zaslouženě získal již čtvrtý titul v řadě a celkově tak pátý titul. Vítězný klub vstřelil rekordních 125 branek a obdržel jen 33 branek. 
Sestupové zóně se od začátku sezony ocitla Neapol, která nakonec sestoupila i díky korupci. Řím se zachránil až v předposledním kole v přímém souboji o sestup se Salernitanou. Dalšími sestoupavšími kluby byla Vicenza a Alessandria.

## Účastníci
| Klub        | Město         | Stadion                    | Trenér | Nejlepší střelec          |
| ----------- | ------------- | -------------------------- | --- | ------------------------- |
| Alessandria | Alessandria   | Stadio Giuseppe Moccagatta | Lajos Kovács                                                                                                | Carlo Stradella (14)      |
| Atalanta    | Bergamo       | Stadio Comunale            | Ivo Fiorentini                                                                                              | Mario Astorri (9)         |
| Bari        | Bari          | Stadio della Vittoria      | András Kuttik (1.–6. kolo) Ferenc Plemich (7.–18. kolo) András Kuttik                                       | Mario Tontodonati (10)    |
| Boloňa      | Boloňa        | Stadio Comunale            | Gyula Lelovics                                                                                              | Mario Gritti (10)         |
| Fiorentina  | Florencie     | Stadio Comunale            | Luigi Ferrero                                                                                               | Alberto Galassi (15)      |
| Janov       | Janov         | Stadio Luigi Ferraris      | William Garbutt (1.–21. kolo) Federico Allasio                                                              | Riccardo Dalla Torre (18) |
| Inter       | Milán         | Stadio San Siro            | Giuseppe Meazza (1.–26. kolo) Carlo Carcano (27.–34. kolo) David John Astley                                | Bruno Quaresima (16)      |
| Juventus    | Turín         | Stadio Comunale di Torino  | Renato Cesarini (1.–28. kolo) Renato Cesarini+ William Chalmers (29.–32. kolo) William Chalmers             | Giampiero Boniperti (27)  |
| Lazio       | Řím           | Stadio Nazionale           | Tony Cargnelli (1.–21. kolo) Orlando Tognotti                                                               | Romano Penzo (17)         |
| Livorno     | Livorno       | Stadio Comunale            | Mario Magnozzi                                                                                              | Guido Tieghi (14)         |
| Lucchese    | Lucca         | Stadio Porta Elisa         | Árpád Hajós (1.–7. kolo) Giulio Cappelli (8.–28. kolo) Tony Cargnelli                                       | Ugo Conti (19)            |
| Milán       | Milán         | Stadio San Siro            | Giuseppe Bigogno                                                                                            | Héctor Puricelli (17)     |
| Modena      | Modena        | Stadio Comunale            | Alfredo Mazzoni                                                                                             | Francesco Pernigo (18)    |
| Neapol      | Neapol        | Stadio della Liberazione   | Raffaele Sansone (1.–7. kolo) Giovanni Vecchina (8.–18. kolo) Arnaldo Sentimenti                            | Dante Di Benedetti (13)   |
| Pro Patria  | Busto Arsizio | Stadio Comunale            | Aldo Biffi                                                                                                  | Angelo Turconi (18)       |
| Řím         | Řím           | Stadio Nazionale           | Imre Senkey (1.–26. kolo) Luigi Brunella                                                                    | Amedeo Amadei (19)        |
| Sampdoria   | Janov         | Stadio Luigi Ferraris      | Adolfo Baloncieri                                                                                           | Adriano Bassetto (21)     |
| Turín       | Turín         | Stadio Filadelfia          | Mario Sperone                                                                                               | Valentino Mazzola (25)    |
| Triestina   | Terst         | Stadio Littorio            | Nereo Rocco                                                                                                 | Mario Begni (11)          |
| Vicenza     | Vicenza       | Stadio del Littorio        | Giovanni Vecchina (1.–3. kolo) Pietro Spinato (4.–9. kolo) Elemér Berkessy (10.–26. kolo) Giovanni Vecchina | Giovanni Sperotto (8)     |

## Tabulka
| Poř. | Tým         | Z  | V  | R  | P  | VG  | OG | B   |
| ---- | ----------- | -- | -- | -- | -- | --- | -- | --- |
| 1.   | Turín       | 40 | 29 | 7  | 4  | 125 | 33 | 65  |
| 2.   | Milán       | 40 | 21 | 7  | 12 | 76  | 48 | 49  |
| 3.   | Juventus    | 40 | 19 | 11 | 10 | 74  | 48 | 49  |
| 4.   | Triestina   | 40 | 17 | 15 | 8  | 51  | 42 | 49  |
| 5.   | Atalanta    | 40 | 16 | 12 | 12 | 48  | 41 | 44  |
| 6.   | Modena      | 40 | 16 | 12 | 12 | 45  | 40 | 44  |
| 7.   | Fiorentina  | 40 | 18 | 5  | 17 | 49  | 55 | 41  |
| 8.   | Boloňa      | 40 | 14 | 12 | 14 | 51  | 52 | 40  |
| 9.   | Pro Patria  | 40 | 17 | 6  | 17 | 65  | 66 | 40  |
| 10.  | Lazio       | 40 | 13 | 13 | 14 | 54  | 55 | 39  |
| 11.  | Bari        | 40 | 14 | 10 | 16 | 38  | 60 | 38  |
| 12.  | Janov       | 40 | 15 | 7  | 18 | 68  | 65 | 37  |
| 13.  | Inter       | 40 | 16 | 5  | 19 | 67  | 60 | 37  |
| 14.  | Livorno     | 40 | 11 | 14 | 15 | 45  | 62 | 36  |
| 15.  | Lucchese    | 40 | 12 | 12 | 16 | 46  | 82 | 36  |
| 16.  | Sampdoria   | 40 | 13 | 10 | 17 | 68  | 63 | 36  |
| 17.  | Řím         | 40 | 13 | 9  | 18 | 54  | 69 | 35  |
| 18.  | Salernitana | 40 | 13 | 8  | 19 | 46  | 63 | 34  |
| 19.  | Alessandria | 40 | 11 | 9  | 20 | 49  | 75 | 31  |
| 20.  | Vicenza     | 40 | 10 | 6  | 24 | 31  | 75 | 26  |
| 21.  | Neapol 1    | 40 | 12 | 10 | 18 | 50  | 46 | 34* |

Poznámky
- Z = Odehrané zápasy; V = Vítězství; R = Remízy; P = Prohry; VG = Vstřelené góly; OG = Obdržené góly; B = Body
- za výhru 2 body, za remízu 1 bod, za prohru 0 bodů.
- při rovnosti bodů rozhodovalo skóre
- 1  klub Neapol přišel o všechny body kvůli uplácení zápasu.

|  | Mistr ligy        |
|  | Sestup do Serie B |

## Statistiky

### Výsledková tabulka
|             | Alessandria | Atalanta | Bari | Boloňa | Fiorentina | Janov | Inter | Juventus | Lazio | Livorno | Lucchese | Milán | Modena | Neapol | Pro Patria | Řím | Salernitana | Sampdoria | Turín | Triestina | Vicenza |
| ----------- | ----------- | -------- | ---- | ------ | ---------- | ----- | ----- | -------- | ----- | ------- | -------- | ----- | ------ | ------ | ---------- | --- | ----------- | --------- | ----- | --------- | ------- |
| Alessandria | –           | 0:1      | 1:0  | 0:2    | 1:0        | 0:0   | 1:0   | 1:3      | 2:2   | 1:0     | 4:2      | 2:2   | 0:0    | 2:2    | 2:5        | 4:0 | 3:0         | 1:1       | 2:2   | 1:1       | 4:0     |
| Atalanta    | 0:0         | –        | 3:1  | 1:0    | 1:0        | 2:1   | 1:1   | 0:0      | 5:0   | 3:1     | 5:0      | 1:0   | 2:1    | 2:1    | 2:2        | 1:1 | 0:0         | 2:0       | 1:0   | 3:1       | 2:0     |
| Bari        | 1:0         | 3:0      | –    | 1:1    | 1:0        | 0:2   | 2:1   | 2:1      | 2:1   | 3:0     | 1:0      | 1:0   | 1:1    | 2:1    | 1:3        | 2:1 | 0:0         | 0:2       | 1:0   | 0:0       | 1:0     |
| Boloňa      | 3:2         | 3:1      | 0:0  | –      | 1:0        | 4:2   | 1:0   | 1:1      | 0:0   | 4:1     | 2:2      | 1:0   | 3:3    | 0:1    | 2:2        | 2:2 | 4:0         | 1:0       | 1:0   | 0:0       | 2:1     |
| Fiorentina  | 2:1         | 2:0      | 2:0  | 1:1    | –          | 4:0   | 1:0   | 2:4      | 4:1   | 1:1     | 2:0      | 2:1   | 4:2    | 1:0    | 1:0        | 1:0 | 1:0         | 4:3       | 1:2   | 2:1       | 1:2     |
| Janov       | 3:0         | 1:1      | 2:2  | 7:2    | 1:2        | –     | 2:1   | 2:3      | 3:1   | 0:0     | 1:1      | 3:1   | 2:0    | 3:2    | 4:1        | 2:4 | 3:1         | 2:1       | 1:2   | 2:1       | 4:0     |
| Inter       | 6:0         | 0:3      | 4:1  | 2:1    | 4:1        | 1:0   | –     | 4:2      | 1:1   | 1:0     | 6:0      | 0:2   | 1:1    | 1:0    | 4:0        | 3:2 | 2:1         | 2:4       | 0:1   | 1:1       | 2:0     |
| Juventus    | 6:1         | 1:0      | 6:0  | 0:1    | 3:0        | 2:1   | 2:0   | –        | 1:1   | 6:1     | 1:1      | 2:1   | 0:1    | 1:3    | 0:4        | 3:0 | 2:0         | 4:1       | 1:1   | 0:1       | 6:0     |
| Lazio       | 1:0         | 1:1      | 3:3  | 2:1    | 5:0        | 3:0   | 1:0   | 0:0      | –     | 4:1     | 1:0      | 1:2   | 1:0    | 0:0    | 1:0        | 0:1 | 3:1         | 3:3       | 0:0   | 3:1       | 2:1     |
| Livorno     | 1:0         | 2:0      | 1:1  | 2:0    | 2:2        | 1:1   | 3:2   | 0:0      | 0:0   | –       | 2:0      | 1:1   | 1:1    | 1:0    | 2:2        | 2:1 | 3:0         | 1:1       | 1:3   | 2:1       | 2:0     |
| Lucchese    | 2:1         | 1:1      | 1:0  | 1:0    | 1:0        | 0:3   | 1:1   | 2:2      | 2:1   | 2:2     | –        | 0:0   | 2:0    | 2:1    | 2:0        | 2:2 | 1:0         | 2:1       | 2:2   | 1:1       | 1:1     |
| Milán       | 1:3         | 1:0      | 8:1  | 2:1    | 2:1        | 2:0   | 3:2   | 5:0      | 5:2   | 2:0     | 1:2      | –     | 2:1    | 3:0    | 4:2        | 2:2 | 2:0         | 1:0       | 3:2   | 1:1       | 3:2     |
| Modena      | 1:0         | 2:0      | 2:0  | 1:1    | 1:1        | 3:2   | 2:0   | 0:1      | 2:0   | 3:0     | 3:0      | 1:0   | –      | 1:0    | 1:0        | 3:0 | 1:0         | 1:1       | 0:3   | 0:0       | 2:0     |
| Neapol      | 1:2         | 1:1      | 1:0  | 1:1    | 3:0        | 3:0   | 3:0   | 0:0      | 0:0   | 3:0     | 5:0      | 0:2   | 5:1    | –      | 1:0        | 1:2 | 0:0         | 3:1       | 0:0   | 1:0       | 1:1     |
| Pro Patria  | 3:2         | 2:0      | 2:0  | 1:0    | 1:0        | 3:2   | 2:0   | 2:3      | 1:1   | 2:0     | 5:1      | 2:3   | 0:1    | 3:1    | –          | 2:2 | 1:0         | 1:0       | 0:2   | 3:1       | 2:0     |
| Řím         | 4:1         | 4:1      | 0:0  | 0:2    | 0:1        | 3:0   | 2:3   | 2:3      | 0:2   | 1:0     | 4:2      | 1:4   | 0:0    | 1:0    | 1:1        | –   | 1:0         | 2:0       | 1:7   | 1:3       | 2:0     |
| Salernitana | 1:0         | 0:0      | 1:0  | 2:0    | 2:0        | 4:1   | 1:0   | 0:0      | 2:0   | 2:4     | 5:2      | 4:3   | 1:0    | 3:3    | 5:0        | 0:1 | –           | 2:1       | 1:4   | 2:2       | 1:0     |
| Sampdoria   | 4:0         | 1:0      | 0:1  | 2:0    | 0:0        | 1:1   | 1:4   | 5:2      | 2:1   | 1:1     | 4:1      | 0:0   | 0:0    | 2:1    | 5:3        | 2:1 | 6:3         | –         | 0:1   | 2:2       | 6:1     |
| Turín       | 10:0        | 4:0      | 5:1  | 5:1    | 5:0        | 2:1   | 5:0   | 1:1      | 4:3   | 5:2     | 6:0      | 2:1   | 5:2    | 4:0    | 4:1        | 4:1 | 7:1         | 3:2       | –     | 6:0       | 2:0     |
| Triestina   | 2:1         | 1:1      | 1:1  | 1:0    | 1:0        | 1:0   | 4:3   | 1:0      | 2:1   | 1:1     | 4:1      | 2:0   | 1:0    | 1:0    | 4:1        | 2:0 | 0:0         | 2:0       | 0:0   | –         | 1:0     |
| Vicenza     | 0:3         | 1:0      | 3:1  | 2:1    | 1:2        | 0:3   | 1:4   | 0:1      | 2:1   | 1:0     | 1:3      | 0:0   | 0:0    | 2:1    | 1:0        | 1:1 | 2:0         | 3:2       | 0:4   | 1:1       | –       |

### Střelecká listina
| Pořadí | Jméno                | Klub       | Branky |
| ------ | -------------------- | ---------- | ------ |
| 1.     | Giampiero Boniperti  | Juventus   | 27     |
| 2.     | Valentino Mazzola    | Turín      | 25     |
| 3.     | Guglielmo Gabetto    | Turín      | 23     |
| 4.     | Adriano Bassetto     | Sampdoria  | 21     |
| 5.     | Amedeo Amadei        | Řím        | 19     |
| 5.     | Ugo Conti            | Lucchese   | 19     |
| 7.     | Francesco Pernigo    | Modena     | 18     |
| 7.     | Angelo Turconi       | Pro Patria | 18     |
| 7.     | Riccardo Dalla Torre | Janov      | 18     |
| 10.    | Romano Penzo         | Lazio      | 17     |
| 10.    | Héctor Puricelli     | Milán      | 17     |

## Vítěz
| Serie A Vítěz pro rok 1947/48 |
| ----------------------------- |
| Turín FC                      |
|                               |